# Liste der denkmalgeschützten Objekte in Bad Goisern am Hallstättersee
Die Liste der denkmalgeschützten Objekte in Bad Goisern am Hallstättersee enthält die 40 denkmalgeschützten, unbeweglichen Objekte der Stadtgemeinde Bad Goisern am Hallstättersee im oberösterreichischen Bezirk Gmunden.

## Denkmäler
| Foto |                 | Denkmal                                                                                              | Standort                                   | Beschreibung | Metadaten |
| ---- | --------------- | --- | ------------------------------------------ | --- | --- |
| ja   | Datei hochladen | Holzknechtmuseum Dürrenstube HERIS-ID: 69682 Objekt-ID: 82770                                        | bei Auskei-Weg 11 Standort KG: Goisern     | Nachdem 1977 eine alte Holzknechtstube, die „Dürrenholzstube“, im Weißenbachtal abgetragen wurde, stellte der Heimatverein das aus Rundhölzern gezimmerte Gebäude wieder auf. Es zeigt, wie einst Holzknechte während der Arbeitswoche fern von ihrer Familie lebten. | BDA-Hist.: Q38122949 Status: § 2a Stand der BDA-Liste: 2025-06-30 Name: Holzknechtmuseum Dürrenstube GstNr.: 515/6                                                                       |
| ja   | Datei hochladen | Aufnahmsgebäude Bad Goisern HERIS-ID: 45880 Objekt-ID: 47398seit 2021                                | Bahnhofstraße 21 Standort KG: Goisern      | | BDA-Hist.: Q105665735 Status: Bescheid Stand der BDA-Liste: 2025-06-30 Name: Aufnahmsgebäude Bad Goisern GstNr.: .162/2 Aufnahmsgebäude Bahnhof Bad Goisern                              |
| ja   | Datei hochladen | Aufnahmsgebäude Goisern-Jodschwefelbad HERIS-ID: 45879 Objekt-ID: 47397seit 2021                     | Bundesstraße 36 Standort KG: Goisern       | | BDA-Hist.: Q105665733 Status: Bescheid Stand der BDA-Liste: 2025-06-30 Name: Aufnahmsgebäude Goisern-Jodschwefelbad GstNr.: .223                                                         |
| ja   | Datei hochladen | Kath. Pfarrkirche hl. Martin HERIS-ID: 52153 Objekt-ID: 58442                                        | Goisern Standort KG: Goisern               | Die Pfarrkirche hl. Martin ist urkundlich bereits im 13. Jahrhundert erwähnt, der gotische Bau stammt aus dem Jahr 1487, um 1835 zur kreuzförmigen Saalkirche mit Tonne erweitert. Das Nordportal von 1530 ist mit reicher Profilierung unverändert erhalten. Westturm 1863 mit Zeltdach. Der Hochaltar ist nach Entwurf und mit Gemälde von Leopold Kupelwieser.                                                                        | BDA-Hist.: Q16320619 Status: § 2a Stand der BDA-Liste: 2025-06-30 Name: Kath. Pfarrkirche hl. Martin GstNr.: .1/1 Kath. Pfarrkirche hl. Martin, Bad Goisern                              |
| ja   | Datei hochladen | Bürgerhaus, Gattererhaus, Höfingerhaus HERIS-ID: 37607 Objekt-ID: 36821                              | Kirchengasse 4 Standort KG: Goisern        | | BDA-Hist.: Q37976298 Status: Bescheid Stand der BDA-Liste: 2025-06-30 Name: Bürgerhaus, Gattererhaus, Höfingerhaus GstNr.: .85/1                                                         |
| ja   | Datei hochladen | Musikschule, Altes Gemeindeamt HERIS-ID: 69165 Objekt-ID: 82213                                      | Kirchengasse 13 Standort KG: Goisern       | | BDA-Hist.: Q38121641 Status: Bescheid Stand der BDA-Liste: 2025-06-30 Name: Musikschule, Altes Gemeindeamt GstNr.: .114                                                                  |
| ja   | Datei hochladen | Hotel Goiserer Mühle HERIS-ID: 37610 Objekt-ID: 36824                                                | Kurparkstraße 9 Standort KG: Goisern       | Ein mächtiger Bau mit Zeltdach um 1600. Bemerkenswert sind ein Marmortor sowie Schmiedeeisengitter und balusterförmige Stiegenhauspfeiler, datiert aus dem Jahre 1599. | BDA-Hist.: Q37976329 Status: Bescheid Stand der BDA-Liste: 2025-06-30 Name: Hotel Goiserer Mühle GstNr.: 495/2                                                                           |
| ja   | Datei hochladen | Heimat- und Landlermuseum HERIS-ID: 69683 Objekt-ID: 82771                                           | Kurparkstraße 10 Standort KG: Goisern      | Das ehemalige Auszugshaus der Goiserer Mühle ist seit 1976 Standort des Heimatmuseums. Seit 1992 beinhaltet es auch das Landlermuseum und informiert über die Geschichte und Kultur jener Protestanten, die im 18. Jahrhundert nach Siebenbürgen ausgewandert sind. | BDA-Hist.: Q114992355 Status: § 2a Stand der BDA-Liste: 2025-06-30 Name: Heimat- und Landlermuseum GstNr.: 494/3 Auszugshaus der Goiserner Mühle                                         |
| ja   | Datei hochladen | Schloss Neuwildenstein HERIS-ID: 52151 Objekt-ID: 58437                                              | Obere Marktstraße 1 Standort KG: Goisern   | Das Schloss Neu-Wildenstein, mit der alten Hausnummer Goisern Nr. 1, wurde von 1770 bis 1773 erbaut. Es diente zwischen 1773 und 1848 als Pflegeamt (auch als Pflegsgericht oder Landgericht bezeichnet). Nachher fand es als Forstamt Verwendung. Vor der Verlegung der Kanzlei der kaiserlichen Pfleger nach Bad Goisern war die Burg Wildenstein Amtssitz, worauf der Gebäudename hinweist.                                           | BDA-Hist.: Q38049457 Status: Bescheid Stand der BDA-Liste: 2025-06-30 Name: Schloss Neuwildenstein GstNr.: .14, .15/1                                                                    |
| ja   | Datei hochladen | Kaiser Franz Joseph Jubiläums-Schule HERIS-ID: 69166 Objekt-ID: 82214                                | Obere Marktstraße 7 Standort KG: Goisern   | | BDA-Hist.: Q38121649 Status: § 2a Stand der BDA-Liste: 2025-06-30 Name: Kaiser Franz Joseph Jubiläums-Schule GstNr.: .288                                                                |
| ja   | Datei hochladen | Evang. Pfarrhof HERIS-ID: 69140 Objekt-ID: 82186                                                     | Pfarrhausgasse 1 Standort KG: Goisern      | Der evangelische Pfarrhof wurde 1783, also ein Jahr nach Errichtung des (damaligen) Toleranzbethauses, erbaut. Ab 1863 war für einige Jahre der evangelische Kindergarten in einem Gebäudeteil untergebracht. | BDA-Hist.: Q63986558 Status: § 2a Stand der BDA-Liste: 2025-06-30 Name: Evang. Pfarrhof GstNr.: .63/4                                                                                    |
| ja   | Datei hochladen | Ehem. Schule, heute Revierleitung Österreichische Bundesforste HERIS-ID: 69169 Objekt-ID: 82217      | Pflegergasse 3 Standort KG: Goisern        | | BDA-Hist.: Q38121658 Status: § 2a Stand der BDA-Liste: 2025-06-30 Name: Ehem. Schule, heute Revierleitung Österreichische Bundesforste GstNr.: .71                                       |
| ja   | Datei hochladen | Evang. Pfarrkirche HERIS-ID: 52152 Objekt-ID: 58438                                                  | Ramsaustraße 6 Standort KG: Goisern        | Die evangelische Pfarrkirche von Bad Goisern wurde ursprünglich 1782 errichtet und 1813–1816 neu erbaut. Der Nordturm mit Spitzhelm stammt aus 1857. Altar und Kanzel aus dem 19. Jahrhundert, Orgel aus dem 17. Jahrhundert. | BDA-Hist.: Q19971193 Status: § 2a Stand der BDA-Liste: 2025-06-30 Name: Evang. Pfarrkirche GstNr.: .62 Evangelische Kirche Bad Goisern                                                   |
| ja   | Datei hochladen | Friedhof christlich, Friedhofskapelle HERIS-ID: 69138 Objekt-ID: 82184                               | Ramsaustraße 6 Standort KG: Goisern        | Die Kapelle von 1847 zeichnet sich durch einen barocken Altar aus dem ersten Viertel des 18. Jahrhunderts, der Friedhof durch mehrere barocke Schmiedeeisenkreuze aus. | BDA-Hist.: Q38121591 Status: § 2a Stand der BDA-Liste: 2025-06-30 Name: Friedhof christlich, Friedhofskapelle GstNr.: 425, 427/3 Evangelischer Friedhof Bad Goisern                      |
| ja   | Datei hochladen | Wohnhaus, ehem. Mesner- und Schusterhaus HERIS-ID: 69171 Objekt-ID: 82219                            | Ramsaustraße 8 Standort KG: Goisern        | | BDA-Hist.: Q38121668 Status: § 2a Stand der BDA-Liste: 2025-06-30 Name: Wohnhaus, ehem. Mesner- und Schusterhaus GstNr.: .43/2                                                           |
| ja   | Datei hochladen | 1. Kreuzwegstation HERIS-ID: 109926 Objekt-ID: 127571                                                | Stambachgraben Standort KG: Goisern        | Auf dem Weg zur Filialkirche St. Agatha liegen die vier so genannten Stammbachkapellen. Die Stationskapellen zeigen mit plastischen Darstellungen der Geheimnisse des schmerzhaften Rosenkranzes. Das fünfte Geheimnis befindet sich mit der Kreuzigung im Chor der Kirche. | BDA-Hist.: Q37816099 Status: § 2a Stand der BDA-Liste: 2025-06-30 Name: 1. Kreuzwegstation GstNr.: .29                                                                                   |
| ja   | Datei hochladen | Pfarrhof HERIS-ID: 69139 Objekt-ID: 82185                                                            | Untere Marktstraße 10 Standort KG: Goisern | | BDA-Hist.: Q38121598 Status: § 2a Stand der BDA-Liste: 2025-06-30 Name: Pfarrhof GstNr.: .317                                                                                            |
| ja   | Datei hochladen | Hotel Post/Bräuhaus HERIS-ID: 37609 Objekt-ID: 36823                                                 | Untere Marktstraße 13 Standort KG: Goisern | | BDA-Hist.: Q37976319 Status: Bescheid Stand der BDA-Liste: 2025-06-30 Name: Hotel Post/Bräuhaus GstNr.: .79/1                                                                            |
| ja   | Datei hochladen | Bürgerhaus, Perndanner-Haus HERIS-ID: 37605 Objekt-ID: 36819                                         | Untere Marktstraße 16 Standort KG: Goisern | | BDA-Hist.: Q37976278 Status: Bescheid Stand der BDA-Liste: 2025-06-30 Name: Bürgerhaus, Perndanner-Haus GstNr.: .82                                                                      |
| ja   | Datei hochladen | Bürgerhaus, Kapuziner-/ ehem. Färberhaus HERIS-ID: 37606 Objekt-ID: 36820                            | Untere Marktstraße 18 Standort KG: Goisern | | BDA-Hist.: Q37976287 Status: Bescheid Stand der BDA-Liste: 2025-06-30 Name: Bürgerhaus, Kapuziner-/ ehem. Färberhaus GstNr.: .112                                                        |
| ja   | Datei hochladen | Gasthaus Seeauerwirt, Seeau-Wirt HERIS-ID: 37608 Objekt-ID: 36822                                    | Untere Marktstraße 25 Standort KG: Goisern | | BDA-Hist.: Q37976308 Status: Bescheid Stand der BDA-Liste: 2025-06-30 Name: Gasthaus Seeauerwirt, Seeau-Wirt GstNr.: .115                                                                |
| ja   | Datei hochladen | Mühle, Freilichtmuseum Anzenaumühle HERIS-ID: 56405 Objekt-ID: 65848                                 | Anzenau 1 Standort KG: Lasern              | Die Anzenaumühle ist das älteste Objekt des Siedellandes Anzenau und wurde bereits 1325 im Traunkirchner Urbar erwähnt. Seit 1584 ist die Geschichte des Anwesens dokumentiert. Erste bildliche Darstellungen gibt es seit 1646. Seit dem 18. Jahrhundert findet man eine Mühle in den Grundbüchern. | BDA-Hist.: Q38072020 Status: Bescheid Stand der BDA-Liste: 2025-06-30 Name: Mühle, Freilichtmuseum Anzenaumühle GstNr.: .488 Mühle Anzenau                                               |
| ja   | Datei hochladen | Siedlungsgebiet, Siedlung Hofstatt HERIS-ID: 60059seit 2021                                          | Standort KG: Lasern                        | Anmerkung: Großflächige Grundstücke, Koordinaten an der Grundstücksgrenze | BDA-Hist.: Q107636505 Status: Bescheid Stand der BDA-Liste: 2025-06-30 Name: Siedlungsgebiet, Siedlung Hofstatt GstNr.: 1021/1, 1021/47                                                  |
| ja   | Datei hochladen | Wehrgrabenbrücke HERIS-ID: 113627 Objekt-ID: 131989seit 2021                                         | bei Obertraun 89 Standort KG: Obersee      | Die vernietete Stahlkonstruktion auf Stampfbetonwiderlagern wurde von der Generaldirektion der Bundesbahnen Österreich (BBÖ) geplant und in den Jahren 1928-1929 ausgeführt. Anmerkung: liegt teilweise in Obertraun, Koordinaten an der Gemeindegrenze | BDA-Hist.: Q105672663 Status: Bescheid Stand der BDA-Liste: 2025-06-30 Name: Wehrgrabenbrücke GstNr.: 524/139, 454/64, 454/66                                                            |
| ja   | Datei hochladen | Steeger Seeklause samt Klauswärterhaus HERIS-ID: 59869 Objekt-ID: 71525                              | Steeg 5, bei Standort KG: Obersee          | Anmerkung: Die Seeklause erstreckt sich über die 3 Katastralgemeinden Obersee, Ramsau und Untersee. | BDA-Hist.: Q2265113 Status: Bescheid Stand der BDA-Liste: 2025-06-30 Name: Steeger Seeklause samt Klauswärterhaus GstNr.: 67/1 Seeklause Steeg                                           |
| ja   | Datei hochladen | Steeger Seeklause samt Klauswärterhaus HERIS-ID: 60251 Objekt-ID: 72420                              | Steeg 5 Standort KG: Ramsau                | Anmerkung: Die Seeklause erstreckt sich über die 3 Katastralgemeinden Obersee, Ramsau und Untersee. | BDA-Hist.: Q64765110 Status: Bescheid Stand der BDA-Liste: 2025-06-30 Name: Steeger Seeklause samt Klauswärterhaus GstNr.: .292, 1031/4 Seeklause Steeg                                  |
| BW   | Datei hochladen | Hohe Brücke an der Straße zur Chorinsky-Klause im Weißenbachtal HERIS-ID: 205532seit 2021            | bei Weißenbach 14 Standort KG: Ramsau      | | BDA-Hist.: Q107636605 Status: Bescheid Stand der BDA-Liste: 2025-06-30 Name: Hohe Brücke an der Straße zur Chorinsky-Klause im Weißenbachtal GstNr.: 931/6, 931/8, 977/1, 1026/1         |
| ja   | Datei hochladen | Soleleitung, Solemessstube Eck HERIS-ID: 112926 Objekt-ID: 131151seit 2017                           | Standort KG: Ramsau                        | → Hauptartikel : Soleleitung Hallstatt – Bad Ischl – Ebensee f1 | BDA-Hist.: Q37832724 Status: Bescheid Stand der BDA-Liste: 2025-06-30 Name: Soleleitung, Solemessstube Eck GstNr.: .274/2 Solemessstube Eck                                              |
| ja   | Datei hochladen | Soleleitung, Brücke Rassingbach HERIS-ID: 112927 Objekt-ID: 131152seit 2017                          | Standort KG: Ramsau                        | → Hauptartikel : Soleleitung Hallstatt – Bad Ischl – Ebensee f1 | BDA-Hist.: Q37832731 Status: Bescheid Stand der BDA-Liste: 2025-06-30 Name: Soleleitung, Brücke Rassingbach GstNr.: 988/2 Brine pipeline Hallstatt - Bad Ischl - Ebensee                 |
| ja   | Datei hochladen | Solestube Weißenbach HERIS-ID: 112928 Objekt-ID: 131153seit 2017                                     | Standort KG: Ramsau                        | → Hauptartikel : Soleleitung Hallstatt – Bad Ischl – Ebensee f1 | BDA-Hist.: Q37832737 Status: Bescheid Stand der BDA-Liste: 2025-06-30 Name: Solestube Weißenbach GstNr.: .16/5 Brine pipeline Hallstatt - Bad Ischl - Ebensee                            |
| ja   | Datei hochladen | Soleleitung, Brücke Tengelgraben HERIS-ID: 112929 Objekt-ID: 131154seit 2017                         | Standort KG: Ramsau                        | → Hauptartikel : Soleleitung Hallstatt – Bad Ischl – Ebensee f1 | BDA-Hist.: Q37832745 Status: Bescheid Stand der BDA-Liste: 2025-06-30 Name: Soleleitung, Brücke Tengelgraben GstNr.: 1030/2, 984/4, 984/5 Brine pipeline Hallstatt - Bad Ischl - Ebensee |
| ja   | Datei hochladen | Steeger Seeklause samt Klauswärterhaus HERIS-ID: 60250 Objekt-ID: 72419                              | Steeg 5, bei Standort KG: Untersee         | Anmerkung: Die Seeklause erstreckt sich über die 3 Katastralgemeinden Obersee, Ramsau und Untersee. | BDA-Hist.: Q64765109 Status: Bescheid Stand der BDA-Liste: 2025-06-30 Name: Steeger Seeklause samt Klauswärterhaus GstNr.: 633 Seeklause Steeg                                           |
| ja   | Datei hochladen | sog. Brunntalstube, Holzknechtstube HERIS-ID: 52672 Objekt-ID: 60149                                 | Weißenbach 31 Standort KG: Ramsau          | | BDA-Hist.: Q38053399 Status: Bescheid Stand der BDA-Liste: 2025-06-30 Name: sog. Brunntalstube, Holzknechtstube GstNr.: .317/33                                                          |
| ja   | Datei hochladen | Chorinskyklause HERIS-ID: 109943 Objekt-ID: 127589                                                   | Standort KG: Ramsau                        | → Hauptartikel : Chorinsky-Klause f1 | BDA-Hist.: Q1076460 Status: § 2a Stand der BDA-Liste: 2025-06-30 Name: Chorinskyklause GstNr.: .317/41, .317/42 Chorinsky-Klause                                                         |
| ja   | Datei hochladen | Steegwirt, ehem. Gasthaus Goldenes Schiff vormals Trauneckgut zu Au HERIS-ID: 46452 Objekt-ID: 48497 | Au 12 Standort KG: Untersee                | Ein Gasthof im Renaissancestil, der neben der Hallstätter Steegklause liegt. Erstmals 1551 urkundlich erwähnt besitzt dieser Gasthof seit 1627 das Schankrecht. | BDA-Hist.: Q38021721 Status: Bescheid Stand der BDA-Liste: 2025-06-30 Name: Steegwirt, ehem. Gasthaus Goldenes Schiff vormals Trauneckgut zu Au GstNr.: 126/1 Steegwirt                  |
| ja   | Datei hochladen | Haus Seeaugut, ehemaliger Freisitz Gut Seeau HERIS-ID: 46112 Objekt-ID: 47775                        | Au 13 Standort KG: Untersee                | | BDA-Hist.: Q38019317 Status: Bescheid Stand der BDA-Liste: 2025-06-30 Name: Haus Seeaugut, ehem. Freisitz Gut Seeau. GstNr.: .13/1                                                       |
| ja   | Datei hochladen | Kalvarienbergkirche hl. Agatha HERIS-ID: 52567 Objekt-ID: 59730                                      | bei St. Agatha 7 Standort KG: Untersee     | Die Kirche ist bereits 1395 bezeugt. Das Tonnengewölbe im Langhaus ist eingezogen, der Chor besitzt eine spätgotische Netzrippenkonfiguration. Die Kalvarienbergszene stammt von 1712 und wird dem Meister Meinrad Guggenbichler zugeschrieben. Die beiden Seitenaltäre sind auf 1674 und 1685 datiert. Die Positivorgel stammt aus dem 17. Jahrhundert, die Übertragung der Orgel von der Pfarrkirche in die Filialkirche geschah 1832. | BDA-Hist.: Q38052469 Status: § 2a Stand der BDA-Liste: 2025-06-30 Name: Kalvarienbergkirche hl. Agatha GstNr.: .191 Kalvarienbergkirche Bad Goisern                                      |
| ja   | Datei hochladen | Gasthaus Agathawirt / Peterwirt / „Tafern zu St. Agatha“ HERIS-ID: 38422 Objekt-ID: 37986            | St. Agatha 10 Standort KG: Untersee        | | BDA-Hist.: Q37980968 Status: Bescheid Stand der BDA-Liste: 2025-06-30 Name: Gasthaus Agathawirt / Peterwirt / „Tafern zu St. Agatha“ GstNr.: .196/1 Agathawirt (Bad Goisern)             |
| ja   | Datei hochladen | Wohnhaus, ehem. kath. Privatschule HERIS-ID: 69779 Objekt-ID: 82867                                  | St. Agatha 40 Standort KG: Untersee        | | BDA-Hist.: Q38123154 Status: § 2a Stand der BDA-Liste: 2025-06-30 Name: Wohnhaus, ehem. kath. Privatschule GstNr.: .258                                                                  |
| ja   | Datei hochladen | 2. und 4. Kreuzwegstation HERIS-ID: 69137 Objekt-ID: 82183                                           | bei Edt 18 Standort KG: Untersee           | siehe 1. Kreuzwegstation. | BDA-Hist.: Q38121581 Status: § 2a Stand der BDA-Liste: 2025-06-30 Name: 2. und 4. Kreuzwegstation GstNr.: 380/3, .179/1 Stations of the Cross, Sankt Agatha                              |